# Salisbury (Album)
Salisbury ist das zweite Studioalbum der britischen Rockband Uriah Heep. Inspiriert durch einen Aufenthalt in der gleichnamigen Stadt Salisbury, wurde die LP von Oktober bis November 1970 aufgenommen, erschien in England im Januar 1971, in den USA etwas später. Wie auch schon bei …very ’eavy …very ’umble hat die US-Ausgabe ein völlig anderes Cover und eine etwas andere Titelliste (Simon the Bullet Freak, B-Seite der Single Lady in Black, statt Bird of Prey).
Mit dem Titelsong wagten sich Uriah Heep das erste Mal an einen wirklich langen Song, geprägt von Ken Hensleys Orgel und einem großen Bläsersatz, einem getragenen Anfang, der in einem orgiastischen Solo mündet.
Lady in Black ist der Song, den viele mit dem Namen Uriah Heep verbinden, der aber erst Jahre später zu einem echten Hit wurde.
Zwischen eher ruhigen Tönen und kräftigen Gitarrenriffs kultivierte die Band den für sie typischen Satzgesang weiter, der sie für viele andere Bands zur Referenz in Sachen mehrstimmige Chöre werden ließ.
Das Originalcover des Albums zeigt die Frontansicht eines teils in orangefarbenen Nebel gehüllten britischen Chieftain-Kampfpanzers mit zwei Besatzungsmitgliedern, was im Zusammenhang mit dem Titel des Albums auf die Salisbury Plain Training Area anspielt, einem großen Truppenübungsplatz im Umland von Salisbury. Für die amerikanische Version befürchtete die Plattenfirma allerdings, dass das Cover wegen des Vietnamkrieges ungeeignet und verkaufsschädigend sei, und wechselte das Covermotiv aus.

## Titelliste
1. Bird of Prey (4:12) (Mick Box, David Byron, Paul Newton)
2. The Park (5:37) (Ken Hensley)
3. Time to Live (3:59) (Box, Byron, Hensley)
4. Lady in Black (4:40) (Hensley)
5. High Priestess (3:39) (Hensley)
6. Salisbury (16:17) (Byron, Hensley, Box) (Die Wiederveröffentlichung von 2016 enthält an dieser Stelle einen leicht anderen Mix mit einer Spieldauer von 16:03)

### Bonustracks der Wiederveröffentlichung von 1996
1. Simon the Bullet Freak (3:25) (Hensley) (ursprünglich auf der US-amerikanischen und kanadischen Edition des Albums sowie als Single-B-Seite von Lady in Black veröffentlicht)
2. High Priestess (Edit) (3:13) (Hensley)

### Bonustracks der Wiederveröffentlichung von 2003
1. Simon the Bullet Freak (3:25) (Hensley) (ursprünglich auf der US-amerikanischen und kanadischen Edition des Albums sowie als Single-B-Seite von Lady in Black veröffentlicht)
2. Here Am I (7:50) (Hensley)
3. Lady in Black (3:33) (Hensley)
4. High Priestess (Single version) (3:39) (Hensley) (ursprünglich auf der Single High Priestess veröffentlicht)
5. Salisbury (Edit) (4:21) (Byron, Hensley, Box)
6. The Park (5:18) (Hensley)
7. Time to Live (4:14) (Box, Byron, Hensley)

### Bonus-CD der Wiederveröffentlichung von 2016
1. High Priestess (3:50) (Hensley)
2. Time to Live (4:31) (Box, Byron, Hensley)
3. Simon the Bullet Freak (3:48) (Hensley)
4. Bird of Prey (4:45) (Box, Byron, Newton)
5. Here Am I (8:35) (Hensley)
6. Lady in Black (5:19) (Hensley)
7. Salisbury (16:26) (Byron, Hensley, Box)
8. Salisbury (Live) (17:34) (Byron, Hensley, Box)

### US-amerikanische und kanadische Pressung
1. High Priestess (3:39) (Hensley)
2. The Park (5:37) (Hensley)
3. Time to Live (3:59) (Box, Byron, Hensley)
4. Lady in Black (4:40) (Hensley)
5. Simon the Bullet Freak (3:25) (Hensley)
6. Salisbury (16:17) (Byron, Hensley, Box)

### Informationen zu den Bonustracks
- Bei allen Bonustracks der Wiederveröffentlichungen von 1996 und 2003 sowie allen Songs der Bonus-CD von 2016 handelt es sich um zum Veröffentlichungszeitpunkt unveröffentlichte Versionen, sofern in Klammern nichts anderes angegeben wurde.
- Der auf der Wiederveröffentlichung von 1996 enthaltene Single-Edit von High Priestess wird im Booklet so beschrieben, dass er ursprünglich als Single veröffentlicht wurde.[1] Dies scheint allerdings ein Fehler zu sein, da die Version des Songs, die auf der Promo-Single enthalten ist, eine Spielzeit von 2:14 aufweist und die Singleversion auf den regulären Singles eine Spielzeit von 3:39. Somit wäre dies die erste Veröffentlichung dieses Single-Edits.
- Die auf der Bonus-CD der Wiederveröffentlichung von 2016 enthaltene Liveversion von Salisbury wurde wahrscheinlich am 21. November 1971 in The Greyhound im Londoner Stadtteil Croydon aufgenommen.[2]

### Wissenswertes
- Bei der US-amerikanischen und kanadischen Edition des Albums, die mit einem gänzlich anderen Coverartwork versehen ist, wurde der Song Bird of Prey durch Simon the Bullet Freak ersetzt, weil Bird of Prey bereits auf der US-amerikanischen und kanadischen Edition des vorhergehenden Studioalbums …very ’eavy …very ’umble enthalten war. High Priestess rückt dabei statt Bird of Prey an die erste Stelle der Titelliste, während Simon the Bullet Freak die ursprüngliche Position von High Priestess einnimmt.
- Simon the Bullet Freak wurde auf einigen Editionen der Single Lady in Black mit dem Titel Simon the Bullit Freak abgedruckt.
- Die Singleversion von High Priestess weist zwar mit 3:39 die gleiche Spielzeit auf wie die Albumversion, unterscheidet sich aber von dieser. Erkennbar ist dies bereits am kürzeren Intro bei der Singleversion.